# Clan Mononobe
Le clan Mononobe (物部氏, Mononobe-shi) est un clan japonais de la période Yamato, connu pour sa lutte militaire contre le clan Soga.

## Biographie
Le clan Mononobe est opposé à la diffusion du bouddhisme au Japon et allié avec le clan Nakatomi, en partie pour des motifs religieux, affirmant que les divinités locales, les kamis, seraient offensées par le culte des dieux étrangers, mais aussi comme conséquence d'un sentiment de conservatisme et un certain degré de xénophobie. Le clan Nakatomi, ancêtre des Fujiwara, également ritualiste shinto, est allié aux Mononobe en opposition au bouddhisme.
Les Mononobe, comme beaucoup d'autres grandes familles de l'époque, ont quelque chose d'une société ou guilde en plus d'être une vraie famille par les liens du sang. Alors que les seuls membres du clan qui paraissent de manière significative dans les archives historiques sont des hommes d’État, le clan dans son ensemble est connu comme la corporation (za) des armes ou armuriers.
Les Mononobe passent pour avoir été fondés par le prince Inishiki, fils ainé de l'empereur Suinin, et revendiquent descendre du dieu shinto Nigihayahi.
Au VIe siècle, un certain nombre de violents affrontements éclatent entre les Mononobe et le clan Soga. Selon le Nihon shoki, un conflit particulièrement important a lieu à la suite de la mort de l'empereur Yōmei après un règne très court. Mononobe no Moriya, le chef du clan, soutient un prince pour succéder à Yōmei tandis que Soga no Umako en choisit un autre. Le conflit atteint son paroxysme dans une bataille à Kisuri (aujourd'hui Osaka) en l'an 587, où le clan Mononobe est vaincu et écrasé à la bataille de Shigisan. Après la mort de Moriya, le bouddhisme se propage davantage au Japon.
En 686, les Mononobe se reforment sous le nom de « clan Isonokami », ainsi nommés en raison de leurs liens étroits avec l'Isonokami-jingū, un sanctuaire shinto doublé d'une armurerie.

## Membres du clan
- Mononobe no Arakabi
- Mononobe no Moriya
- Mononobe no Okoshi